# La Maravilla
La Maravilla es un caserío peruano ubicado en el distrito de Buenos Aires, perteneciente a la provincia de Morropón del departamento de Piura, al norte del Perú. 

## Ubicación
La Maravilla se ubica al norte de la provincia de Morropón, en el distrito de Buenos Aires, en el departamento de Piura.

## Demografía
En 2017 La Maravilla tenía una población de 218 habitantes.
| Gráfica de evolución demográfica de La Maravilla entre 1993 y 2017 |
|                                                                    |
| Fuentes: Población 1993 y 2017                                     |